# Lill-Babs
Lill-Babs, pseudonimo di Barbro Margareta Svensson (Järvsö, 9 marzo 1938 – Stoccolma, 3 aprile 2018), è stata una cantante svedese.
Ha rappresentato la Svezia all'Eurovision Song Contest 1961.